# Philadelph Van Trump
Philadelph Van Trump, född 15 november 1810 i Lancaster i Ohio, död 31 juli 1874 i Lancaster i Ohio, var en amerikansk politiker. Han var ledamot av USA:s representanthus 1867–1873. I representanthuset var han demokrat men före amerikanska inbördeskriget hade han varit först med i Whigpartiet och sedan i Knownothings.
Van Trump arbetade som redaktör i Lancaster, studerade juridik och inledde 1838 sin karriär som advokat i Lancaster. Han deltog i Whigpartiets konvent inför presidentvalet i USA 1852. År 1856 kandiderade han i guvernörsvalet för Knownothings. År 1867 efterträdde han William E. Finck som kongressledamot och efterträddes 1873 av Hugh J. Jewett. Van Trump avled 1874 och gravsattes på Elmwood Cemetery i Lancaster.